# بيير جيرارد
بيير جيرارد (بالفرنسية: Pierre-Simon Girard )‏ (و. 1765 – 1836 م) هو رياضياتي، ومهندس مدني، ومهندس، وفيزيائي فرنسي، ولد في كاين، كان عضوًا في الأكاديمية الفرنسية للعلوم، توفي في باريس، عن عمر يناهز 71 عاماً.

## التعليم
تعلم في المدرسة الوطنية للجسور والطرق.

## جوائز
حصل على جوائز منها:
- Knight in the order of the Reunion ‏
- وسام جوقة الشرف من رتبة فارس.